# ローマン・ゴンサレス
ローマン・ゴンサレス（Román González、1987年6月17日 - ）は、ニカラグアのプロボクサー。マナグア出身。元WBA世界ミニマム級王者。元WBA世界ライトフライ級スーパー王者。元WBC世界フライ級王者。元WBAスーパー・WBC世界スーパーフライ級王者。世界4階級制覇王者。
「チョコラティート」(Chocolatito) の愛称で親しまれている。現在のトレーナーはランディ・カバジェロの父であるマルコス・カバジェロ。
日本では「ロマゴン」と略されて表記されることがある。スペイン語では、"z" は無声音で発音され、"zá" の音節にアクセントがあるため「ゴンサーレス」のように発音されるが、英音表記の「ゴンザレス」で書かれることもある。
クリストファー・ロサレス（元WBC世界フライ級王者）は従甥（クリストファーの母親が自身の従兄妹に当たる）である。

## 来歴
10歳の時にボクシングを始め、12歳で故郷の英雄アレクシス・アルゲリョの特別コーチを受けた。アルゲリョの再来とも言われ、特に上下に放つ鋭いアッパーカットは、アルゲリョの指導を受けた賜物と言われる。軽快なボディワークでプレッシャーをかけ、パンチを上下に打ち分ける的確で多彩なコンビネーション技術を持つ。センス、パワーともに優れたハードパンチャーである。
アマチュアの戦績は87戦全勝とされているが、オリンピックや世界選手権やパンアメリカン競技大会等の主要大会の出場経験は無い。
2005年7月1日プロデビューを2回KO勝ちで飾る。
2006年10月6日、9戦目でニカラグアライトフライ級王座、ならびにWBAフェデセントロライトフライ級王座獲得。その後ニカラグア王座は1度、WBAフェデセントロ王座は2度の防衛に成功。
2007年5月12日、WBAフェデラテンミニマム級王座獲得。王座獲得後、日本の帝拳プロモーションとマネージメント契約を締結。
2007年11月3日、帝拳ジムマネージメント契約選手として日本のリングに初登場。東京・後楽園ホールで2度の世界挑戦経験を持つエリベルト・ゲホン（フィリピン）とノンタイトル戦を行い、初回KO勝ち。

### ミニマム級
2008年9月15日、20戦全勝（18KO）の戦績を引っ提げての世界初挑戦。パシフィコ横浜でWBA世界ミニマム級王者新井田豊（横浜光）にWBA世界ミニマム級1位として挑む。初回から激しい打ち合いとなり、迎えた4回、ゴンサレスの強打により王者の右まぶたが大きく腫れたところでドクターチェックが入り、試合をストップ。ゴンサレスのTKO勝ちとなり、全勝のまま世界王者となった。
2009年2月28日、メキシコ・オアハカでフランシスコ・ロサス（メキシコ）と対戦し、12回2-0（116-112、115-113、114-114）の判定勝ちでWBA世界ミニマム級王座の初防衛に成功した。この結果についてゴンサレスは、計量後に食べ過ぎて下痢をしたと話している。
2009年7月14日、神戸・ワールド記念ホールで、WBA世界ミニマム級1位で元WBC世界ミニマム級王者高山勝成（真正）と対戦し、12回判定勝ち。その後、3度目の防衛にも成功した。
2010年10月、ライトフライ級での世界挑戦決定に伴い、同月7日付で保持していたWBA世界ミニマム級王座を返上。

### ライトフライ級
2010年10月24日、東京・両国国技館でのWBA世界ライトフライ級暫定王座決定戦に同級1位として出場。ミニマム級王者時代に対戦したWBA世界ライトフライ級2位のフランシスコ・ロサスと再戦。当初、この試合はゴンサレスが正規王者のファン・カルロス・レベコに挑戦する予定だったが、レベコが腎臓胆石の手術で出場不可能となったため、ロサスとの暫定王座決定戦に変更となった。
試合は序盤からゴンサレスが自慢の強打で圧倒し、2回にロサスから3度のダウンを奪い、1分38秒KO勝ち。無敗で2階級制覇を達成した。
2011年1月、レベコの王座返上に伴い空位となったWBA世界ライトフライ級正規王座に認定され、正規王者になった。
2011年3月19日、メキシコ・プエブラでWBA世界ライトフライ級9位のマヌエル・バルガス（メキシコ）と対戦し、3-0の判定勝ちで初防衛に成功した。
2011年7月16日、メキシコ・カンクンでWBA世界ライトフライ級10位のオマール・サラド（メキシコ）と対戦し、7回TKO勝ちで2度目の防衛に成功した。
2011年10月1日、アメリカ・ラスベガスのMGMグランド内マーキー・ボールルームで、西岡利晃 vs ラファエル・マルケス戦の前座でWBA世界ライトフライ級12位のオマール・ソト（メキシコ）と対戦。前日計量でソトが体重超過となった為、ソトが試合に勝っても王座を獲得できない条件で試合を行ったが、2回KO勝ちで3度目の防衛に成功。テレビアステカの解説を務めたフリオ・セサール・チャベスから「これぞリトル・アルゲリョ」と絶賛された。これでデビューから30連勝（25KO）となった。尚当初は元WBC世界ライトフライ級王者のヒルベルト・ケブ・バースとの対戦が予定されていたが、ケブ・バースがランキングに入っていない事から1ヶ月前になる9月12日にソトに変更して行われた。
2012年3月17日、ノンタイトル戦でマヌエル・ヒメネス（メキシコ）と対戦し、初回KO勝ちを収めた。
2012年4月28日、アメリカ・カリフォルニア州ポモナで、WBA世界ライトフライ級10位で元WBO世界ライトフライ級王者ラモン・ガルシア（メキシコ）と対戦し、4回KO勝ちで4度目の防衛に成功した。
2012年10月6日、マナグアのホリデイ・イン・マナグアでスティベン・モンテローサ（コロンビア）とノンタイトル戦を行い、3回TKO勝ちを収めた。
2012年11月17日、カリフォルニア州ロサンゼルスのロサンゼルス・スポーツ・アリーナで、WBA世界ライトフライ級5位のファン・フランシスコ・エストラーダ（メキシコ）と対戦し、両者打たれ強さを証明するようなファイトで12回3-0（118-110、116-112、116-112）の判定勝ちで5度目の防衛に成功。その後、11月下旬にWBAからスーパー王座認定された。
2012年12月17日、同月31日にゴンサレスのスーパー王座認定に伴うWBA世界ライトフライ級王座決定戦が大阪で、元WBA・WBC世界ミニマム級統一王者でWBA世界ライトフライ級2位の井岡一翔と前WBA世界ライトフライ級暫定王者で同級5位のホセ・アルフレド・ロドリゲスとの間で行われることにつき、WBAがその勝者とゴンサレスに対戦指令を出したこと、ゴンサレスが井岡対ロドリゲス戦の勝者との対戦を望んでいること、機会があれば井岡と対戦したいと語っていることが報じられた。
2013年1月24日、WBAは2月23日までにローマン・ゴンサレス 対 井岡一翔戦が両者の次戦となるよう交渉し合意するよう通達したが、同年2月7日、WBAは同月18日に最低価格が8万ドルとする入札を行うと発表した。ファイトマネーの配分は2012年12月6日付のWBAの文書記載の通り、ゴンサレスが75％、井岡が25％となることが確定した。しかし、入札を3日後に控えた2月15日に両者の対戦は仕切り直しとなり、延期することで両陣営が合意した。
2013年5月25日、マナグアのポリデポルティーボ・エスパーニャでロナルド・バレラ（コロンビア）とノンタイトル10回戦を行い、5回TKO勝ちを収めた。
2013年9月21日、マナグアのクラウン・プラザ・マナグアでフランシスコ・ロドリゲス・ジュニア（メキシコ）とフライ級契約10回戦を行い、7回1分10秒TKO勝ちを収めた。
2013年11月10日、両国国技館でオスカル・ブランケット（メキシコ）とフライ級契約10回戦を行い、2回27秒TKO勝ちを収めた。
2014年1月14日、フライ級に転向し3階級制覇を目指す為にWBA世界ライトフライ級スーパー王座を返上した。

### フライ級
2014年2月15日、メキシコ・チアパス州タパチュラでフアン・カントゥン（メキシコ）と対戦し、6回1分1秒TKO勝ちを収めた。
2014年4月6日、大田区総合体育館でファン・プリシマ（フィリピン）と対戦し、3回1分20秒TKO勝ちを収めた。
2014年9月5日、国立代々木第二体育館でWBC世界フライ級王者八重樫東（大橋）と指名挑戦者として対戦し、9回2分24秒TKO勝ちを収め3階級制覇を達成した。
2014年11月22日、横浜国際プールで同級8位でOPBF東洋太平洋フライ級王者のロッキー・フエンテス（フィリピン）と対戦し、6回2分11秒TKO勝ちを収め、初防衛に成功した。
2015年2月28日、マナグアのプエルト・サルバドール・アジェンデでバレンティン・レオン（メキシコ）とフライ級契約10回戦を行い、3回2分27秒TKO勝ちを収めた。
2015年5月16日、カリフォルニア州イングルウッドのザ・フォーラムで元WBC世界ライトフライ級王者で2位のエドガル・ソーサと対戦。2回に3度ダウンを奪い、2分37秒TKO勝ちを収め、2度目の防衛に成功し、3年振りのアメリカでの試合とHBOのボクシング中継番組「ワールドチャンピオンシップボクシング」のデビュー戦を飾った。ゴンザレスがHBOと交わした4試合契約の1試合目だったが、アメリカで軽量級の人気は低く、HBOがフライ級の試合を放送したのは1995年4月22日のダニー・ロメロvsフランシスコ・テヘドール以来20年ぶりであった。ゴンザレスは20万ドルのファイトマネーを受け取り、試合を中継したHBOの平均視聴者数は96万人だった。
2015年6月9日、WBCはゴンサレスを2015年6月度の優秀選手賞に選出した。
2015年10月17日、ニューヨークのマディソン・スクエア・ガーデンにて元世界2階級制覇王者でWBC世界フライ級2位のブライアン・ビロリアと対戦し、9回2分43秒TKO勝ちを収め3度目の防衛に成功した。
2016年3月5日にロサンゼルスのオリンピック・アウディトリウムで元WBA・WBO世界ライトフライ級スーパー王者のジョバンニ・セグラと対戦予定であったが、条件面で決裂した。
2016年4月23日、ザ・フォーラムでWBC世界フライ級9位のマックウィリアムズ・アローヨと対戦。手数で圧倒したが、アローヨの粘りで判定に持ち込まれ、3-0(2者が119-109、120-108)の判定勝ちを収め、4度目の防衛に成功した。

### スーパーフライ級
2016年9月10日、ザ・フォーラムでWBC世界スーパーフライ級王者カルロス・クアドラスと対戦。クアドラスのスピードに手を焼く場面もあったが徐々に合わせていき12回3-0(116-112、115-113、117-111)の判定勝ちを収め、ニカラグアのボクサーで初の4階級制覇を達成した。ゴンザレスはこの試合で初めてHBOのメインイベントを務めて、40万ドル（約4000万円）のファイトマネーを稼いだ。試合後にWBC世界フライ級王座を正式に返上した。
2017年3月18日、マディソン・スクエア・ガーデンで元WBC世界スーパーフライ級王者でWBC世界スーパーフライ級2位のシーサケット・ソー・ルンヴィサイと対戦し、プロ初黒星となる12回0-2（112-114×2、113-113）の判定負けを喫し、初防衛に失敗、王座から陥落した。
2017年4月4日、WBCはシーサケット・ソー・ルンヴィサイとローマン・ゴンサレスに対し再戦指令を出した。また、この再戦の勝者にはカルロス・クアドラスとファン・フランシスコ・エストラーダの間で行われるWBC世界スーパーフライ級暫定王座決定戦の勝者との対戦を義務付けた。
2017年9月9日、カリフォルニア州カーソンの スタブハブ・センター・テニスコートで行われた「SUPER FLY」でWBC世界スーパーフライ級王者のシーサケット・ソー・ルンヴィサイと6ヵ月ぶりにダイレクトリマッチで再戦したが、4回1分18秒KO負けを喫し王座返り咲きに失敗した。この試合でゴンサレスは60万ドル（約6700万円）、シーサケットは17万ドル（約1900万円）のファイトマネーを稼いだ。
2018年5月5日、カリフォルニア州カーソンのスタブハブ・センター・テニスコートでゲンナジー・ゴロフキンVSバネス・マーティロスヤンの前座として元WBC世界ライトフライ級王者ペドロ・ゲバラと対戦する予定だったが、母国の政情不安の影響でビザが取得出来なくなった為欠場を発表した。
2018年9月15日、約1年ぶりの試合をT-モバイル・アリーナにてサウル・アルバレスVSゲンナジー・ゴロフキン第二戦の前座でモイセス・フェンテスと対戦し、5回TKO勝ちを収め再起に成功した。この試合でゴンサレスは20万ドル（約2200万円）、フェンテスは35000ドル（約400万円）のファイトマネーを稼いだ。
2018年11月25日、ペドロ・ゲバラと12月8日に対戦することが決まっていたが、トレーニング中にヒザを怪我して欠場することが発表され、後日手術を受けた。
2019年12月23日、横浜アリーナでフィリピンフライ級12位のディオネル・ディコスに2回2分20秒TKO勝ちを収め、1年3ヵ月ぶりの復帰戦に勝利した。
2020年2月29日、テキサス州ダラス近郊フリスコでWBA世界スーパーフライ級王者のカリッド・ヤファイに挑戦し、9回29秒TKO勝ちを収め、王座返り咲きに成功した。3月1日にWBA同級スーパー王者に認定された。
2021年3月13日、テキサス州ダラスでWBC世界スーパーフライ級王者ファン・フランシスコ・エストラーダと王座統一戦を行い、12回1-2(115-113,113-115,111-117)の判定負けを喫し、防衛に失敗、王座から陥落した。翌日14日、WBAは117-111でエストラーダの勝ちと採点したベネズエラ出身でアメリカ在住のジャッジ、カルロス・スクアを一時活動停止処分とすると発表した（スクエは約1か月半後の5月1日の試合でジャッジに復帰）。
2021年9月8日、ファン・フランシスコ・エストラーダとの第3戦目が10月16日に予定されていたが、ゴンサレスが新型コロナウイルスに感染したことが発表され試合が延期されることになった。
2022年3月5日、カリフォルニア州サンディエゴで1階級下のWBC世界フライ級王者フリオ・セサール・マルティネスとWBC世界スーパーフライ級ダイヤモンド王座決定戦を行ったが、前日計量でマルティネスが1.4ポンドポンド体重超過し計量失格となった為、マルティネスが勝っても王座は獲得できないという変則条件で試合は行われ、ゴンサレスが12回3-0の判定勝ちを収めダイヤモンド王座を獲得した。当初は同日にファン・フランシスコ・エストラーダとの第3戦目を行う予定だったがエストラーダが新型コロナウイルスに感染したため試合中止となっていた。
2022年12月3日、アリゾナ州グレンデールのヒラ・リバー・アリーナでWBC世界スーパーフライ級フランチャイズ王者フランシスコ・エストラーダとジェシー・ロドリゲスの王座返上に伴うWBC世界スーパーフライ級王座決定戦で3度目の対戦を行い、12回判定負けを喫し、王座獲得に失敗した。

## 戦績
- アマチュアボクシング： 87戦 87勝 無敗
- プロボクシング： 57戦 52勝 (42KO) 4敗

| 戦           | 日付           | 勝敗 | 時間     | 内容    | 対戦相手                           | 国籍           | 備考                                                      |
| ------------ | -------------- | ---- | -------- | ------- | ---------------------------------- | -------------- | --------------------------------------------------------- |
| 1            | 2005年7月1日   | ☆    | 2R       | KO      | ラモン・ウルビナ                   | ニカラグア     | プロデビュー戦                                            |
| 2            | 2005年8月19日  | ☆    | 1R       | KO      | ニコラス・メルカド                 | ニカラグア     |                                                           |
| 3            | 2005年9月30日  | ☆    | 1R       | KO      | ダビド・センテーノ                 | ニカラグア     |                                                           |
| 4            | 2005年10月15日 | ☆    | 3R       | KO      | エディ・カストロ                   | ニカラグア     |                                                           |
| 5            | 2006年1月20日  | ☆    | 1R 2:18  | TKO     | ロベルト・メサ                     | ニカラグア     |                                                           |
| 6            | 2006年3月3日   | ☆    | 2R       | KO      | ホセ・マルティネス                 | ニカラグア     |                                                           |
| 7            | 2006年3月31日  | ☆    | 6R       | TKO     | フランシスコ・メサ                 | ニカラグア     |                                                           |
| 8            | 2006年9月1日   | ☆    | 2R       | KO      | フランシスコ・メサ                 | ニカラグア     |                                                           |
| 9            | 2006年10月6日  | ☆    | 1R       | KO      | オスカル・ムリージョ               | ニカラグア     | WBAフェデセントロ・ニカラグアライトフライ級王座決定戦     |
| 10           | 2006年12月15日 | ☆    | 7R       | TKO     | ファン・フランシスコ・センテーノ   | ニカラグア     | WBAフェデセントロ防衛1                                    |
| 11           | 2007年2月16日  | ☆    | 1R       | KO      | エルビス・ロメロ                   | ニカラグア     |                                                           |
| 12           | 2007年3月30日  | ☆    | 2R       | TKO     | ビセンテ・エルナンデス             | メキシコ       | WBAフェデセントロ防衛2                                    |
| 13           | 2007年5月12日  | ☆    | 1R 2:28  | KO      | ホセ・ルイス・バレラ               | ベネズエラ     | WBAフェデラテンミニマム級王座決定戦                       |
| 14           | 2007年7月13日  | ☆    | 3R       | KO      | ミゲル・テジェス                   | ニカラグア     | ニカラグア防衛1                                           |
| 15           | 2007年11月3日  | ☆    | 1R 1:09  | KO      | エリベルト・ゲホン                 | フィリピン     |                                                           |
| 16           | 2007年12月14日 | ☆    | 2R 1:48  | KO      | ハビエル・テージョ                 | パナマ         |                                                           |
| 17           | 2008年1月14日  | ☆    | 10R      | 判定3-0 | 松本博志（角海老宝石）             | 日本           |                                                           |
| 18           | 2008年2月29日  | ☆    | 10R      | 判定    | ハビエル・ムリージョ               | メキシコ       |                                                           |
| 19           | 2008年6月13日  | ☆    | 3R       | KO      | ファン・フランシスコ・センテーノ   | ニカラグア     |                                                           |
| 20           | 2008年7月12日  | ☆    | 2R 1:02  | TKO     | アブラハム・イリアス               | ニカラグア     |                                                           |
| 21           | 2008年9月15日  | ☆    | 4R 1:59  | TKO     | 新井田豊（横浜光）                 | 日本           | WBA世界ミニマム級タイトルマッチ                           |
| 22           | 2008年12月13日 | ☆    | 3R 0:10  | TKO     | ミゲル・テジェス                   | ニカラグア     |                                                           |
| 23           | 2009年2月28日  | ☆    | 12R      | 判定2-0 | フランシスコ・ロサス               | メキシコ       | WBA防衛1                                                  |
| 24           | 2009年7月14日  | ☆    | 12R      | 判定3-0 | 高山勝成（真正）                   | 日本           | WBA防衛2                                                  |
| 25           | 2010年1月30日  | ☆    | 4R       | TKO     | イバン・メネセス                   | メキシコ       | WBA防衛3                                                  |
| 26           | 2010年9月3日   | ☆    | 2R 0:25  | TKO     | ヘスス・リモネス                   | メキシコ       |                                                           |
| 27           | 2010年10月24日 | ☆    | 2R 1:38  | KO      | フランシスコ・ロサス               | メキシコ       | WBA世界ライトフライ級暫定王座決定戦→正規王座に認定        |
| 28           | 2011年3月19日  | ☆    | 12R      | 判定3-0 | マヌエル・バルガス                 | メキシコ       | WBA防衛1                                                  |
| 29           | 2011年7月16日  | ☆    | 7R 0:48  | TKO     | オマール・サラド                   | メキシコ       | WBA防衛2                                                  |
| 30           | 2011年10月1日  | ☆    | 2R 0:36  | KO      | オマール・ソト                     | メキシコ       | WBA防衛3                                                  |
| 31           | 2012年3月17日  | ☆    | 1R 2:58  | KO      | マヌエル・ヒメネス                 | メキシコ       |                                                           |
| 32           | 2012年4月28日  | ☆    | 4R 2:09  | KO      | ラモン・ガルシア                   | メキシコ       | WBA防衛4                                                  |
| 33           | 2012年10月6日  | ☆    | 3R 2:27  | TKO     | スティベン・モンテローサ           | コロンビア     |                                                           |
| 34           | 2012年11月17日 | ☆    | 12R      | 判定3-0 | ファン・フランシスコ・エストラーダ | メキシコ       | WBA防衛5→スーパー王座に認定                               |
| 35           | 2013年5月25日  | ☆    | 5R 2:42  | TKO     | ロナルド・バレラ                   | コロンビア     |                                                           |
| 36           | 2013年9月21日  | ☆    | 7R 1:10  | TKO     | フランシスコ・ロドリゲス・ジュニア | メキシコ       |                                                           |
| 37           | 2013年11月10日 | ☆    | 2R 0:27  | TKO     | オスカル・ブランケット             | メキシコ       |                                                           |
| 38           | 2014年2月15日  | ☆    | 6R 1:01  | TKO     | ファン・カントゥン                 | メキシコ       |                                                           |
| 39           | 2014年4月6日   | ☆    | 3R 1:20  | TKO     | ファン・プリシマ                   | フィリピン     |                                                           |
| 40           | 2014年9月5日   | ☆    | 9R 2:24  | TKO     | 八重樫東（大橋）                   | 日本           | WBC世界フライ級タイトルマッチ WBC・リングマガジン王座獲得 |
| 41           | 2014年11月22日 | ☆    | 6R 2:11  | TKO     | ロッキー・フエンテス               | フィリピン     | WBC防衛1                                                  |
| 42           | 2015年2月28日  | ☆    | 3R 2:27  | TKO     | バレンティン・レオン               | メキシコ       |                                                           |
| 43           | 2015年5月16日  | ☆    | 2R 2:37  | TKO     | エドガル・ソーサ                   | メキシコ       | WBC防衛2                                                  |
| 44           | 2015年10月17日 | ☆    | 9R 2:53  | TKO     | ブライアン・ビロリア               | アメリカ合衆国 | WBC防衛3                                                  |
| 45           | 2016年4月23日  | ☆    | 12R      | 判定3-0 | マックウィリアムズ・アローヨ       | プエルトリコ   | WBC防衛4                                                  |
| 46           | 2016年9月10日  | ☆    | 12R      | 判定3-0 | カルロス・クアドラス               | メキシコ       | WBC世界スーパーフライ級タイトルマッチ                     |
| 47           | 2017年3月18日  | ★    | 12R      | 判定0-2 | シーサケット・ソー・ルンヴィサイ   | タイ           | WBC陥落                                                   |
| 48           | 2017年9月9日   | ★    | 4R 1:18  | KO      | シーサケット・ソー・ルンヴィサイ   | タイ           | WBC世界スーパーフライ級タイトルマッチ                     |
| 49           | 2018年9月15日  | ☆    | 5R 1:44  | TKO     | モイセス・フェンテス               | メキシコ       |                                                           |
| 50           | 2019年12月23日 | ☆    | 2R 2:20  | TKO     | ディオネル・ディオコス             | フィリピン     |                                                           |
| 51           | 2020年2月29日  | ☆    | 9R 0:25  | TKO     | カリッド・ヤファイ                 | イギリス       | WBA世界スーパーフライ級タイトルマッチ→スーパー王座認定    |
| 52           | 2020年10月24日 | ☆    | 12R      | 判定3-0 | イスラエル・ゴンサレス             | メキシコ       | WBA防衛1                                                  |
| 53           | 2021年3月13日  | ★    | 12R      | 判定1-2 | ファン・フランシスコ・エストラーダ | メキシコ       | WBA・WBC世界スーパーフライ級王座統一戦 WBA陥落            |
| 54           | 2022年3月5日   | ☆    | 12R      | 判定3-0 | フリオ・セサール・マルティネス     | メキシコ       | WBC世界スーパーフライ級ダイヤモンド王座決定戦             |
| 55           | 2022年12月3日  | ★    | 12R      | 判定0-2 | ファン・フランシスコ・エストラーダ | メキシコ       | WBC世界スーパーフライ級王座決定戦                         |
| 56           | 2024年7月12日  | ☆    | 10R 0:51 | TKO     | ロベル・バレラ                     | コロンビア     |                                                           |
| 56           | 2025年9月12日  | -    | -        | -       | ヘクター・ロブレス                 | メキシコ       |                                                           |
| テンプレート |                |      |          |         |                                    |                |                                                           |

## 獲得タイトル
- ニカラグアライトフライ級王座
- WBAフェデセントロライトフライ級王座
- WBAフェデラテンミニマム級王座
- WBA世界ミニマム級王座（防衛3=返上）
- WBA世界ライトフライ級暫定王座（防衛0=正規王座認定）
- WBA世界ライトフライ級王座（防衛5=スーパー王座認定）
- WBA世界ライトフライ級スーパー王座（防衛0=返上）
- WBC世界フライ級王座（防衛4=返上）
- リングマガジン世界フライ級王座
- WBC世界スーパーフライ級王座（防衛0）
- WBA世界スーパーフライ級王座（防衛0=スーパー王座認定）
- WBA世界スーパーフライ級スーパー王座（防衛1）
- WBC世界スーパーフライ級ダイヤモンド王座